# Václav Strejček
Václav Strejček byl český fotbalista, obránce.

## Fotbalová kariéra
Hrál za Čechii Karlín (1931-1935) a Viktorii Žižkov (1936-1941). V lize nastoupil k 95 utkáním.

## Ligová bilance
| Ročník                    | Zápasy | Góly | Klub                |
| ------------------------- | ------ | ---- | ------------------- |
| 1. asociační liga 1931/32 | -      | -    | SK Čechie Karlín    |
| 1. asociační liga 1933/34 | -      | -    | SK Čechie Karlín    |
| Státní liga 1934/35       | -      | -    | SK Čechie Karlín    |
| Státní liga 1936/37       | -      | -    | SK Viktoria Žižkov  |
| Státní liga 1937/38       | -      | -    | SK Viktoria Žižkov  |
| Státní liga 1938/39       | 19     | 0    | SK Viktoria Žižkov  |
| Národní liga 1939/40      | -      | -    | SK Viktoria Žižkovo |
| Národní liga 1940/41      | -      | -    | SK Viktoria Žižkov  |
| CELKEM                    | 95     | -    |                     |